# VSK Osterholz-Scharmbeck
Verein für Sport und Körperpflege Osterholz Scharmbeck von 1848 e. V. é uma agremiação esportiva alemã, fundada em 1848, sediada em Osterholz-Scharmbeck, na Baixa Saxônia.
O departamento de futebol é parte de uma associação que compreende seções de atletismo, ginástica e handebol.

## História
A origem remonta a 1848 através da ginástica do Scharmbecker-Osterholzer Turnverein/Scharmbecker Turnerbund. Outros clubes, incluindo o Turnverein Gut Heil Osterholz von 1881, Pyramidenclub Osterholz Frisch auf von 1896 e Arbeiter-Turn- und Sportverein Osterholz-Scharmbeck von 1906 fizeram parte do VSK.
O futebol se originou em 1909 do Fußballverein Preußen 09, renomeado na década de 30 Sportverein Prussia 09 Osterholz Scharmbeck, e mais tarde, Spielvereinigung Osterholz-Scharmbeck, vormals Preußen 09. Após a Segunda Guerra Mundial, as associações foram dissolvidas pelas autoridades aliadas de ocupação. O clube seria reconstituído em fevereiro de 1946 como Verein für Sport und Körperpflege Osterholz-Scharmbeck.
Durante as décadas de 50 e 60, atuou na terceira divisão, a Amateurliga Niedersachsen, Grupo VI, obtendo seu melhor resultado, um segundo lugar, em 1957. Em 1962, uma turbulência na agremiação levou os atletas a se separarem e atuarem como 1. FC Osterholz-Scharmbeck. O time chegaria à Verbandsliga Nord (IV), em 1974, e imediatamente ganharia o título. Um novo departamento de futebol foi rapidamente estabelecido no VSK. Recentemente, em 2006, a equipe conquistou o acesso ao quarto nível, a Oberliga Nord, ao vencer a Verbandsliga Niedersachsen Ost (V).

## Títulos
- Landesliga Niedersachen (VI) Campeão: 2003;
- Verbandsliga Niedersachen Ost (V) Campeão: 2006;